# Ali Akbar Mohtashamipur
Ali Akbar Mohtashamipur (persan : سید علی‌اکبر محتشمی‌پور; 30 août 1947 - 7 juin 2021), également connu sous le nom de Mohtashami, est un religieux et homme politique iranien. Il est ministre de l'Intérieur de la République islamique d'Iran de 1985 à 1989. Il est actif pendant la Révolution iranienne et est considéré comme l'un des fondateurs du mouvement Hezbollah au Liban, ainsi que l'un des « éléments radicaux prônant l'exportation de la révolution », dans la hiérarchie cléricale iranienne.